# Südamazonisches Rothörnchen
Das Südamazonische Rothörnchen (Sciurus spadiceus) ist eine Hörnchenart aus der Gattung der Eichhörnchen (Sciurus). Es kommt im nördlichen bis zentralen Südamerika vor.

## Merkmale
Das Südamazonische Rothörnchen erreicht eine Kopf-Rumpf-Länge von etwa 24,0 bis 29,0 Zentimetern, hinzu kommt ein etwa 23,5 bis 34,0 Zentimeter langer Schwanz. Das Gewicht beträgt 570 bis 660 Gramm. Die Rückenfärbung der Tiere ist dunkel kastanienbraun bis rostrot-orange mit schwarzer Einfärbung. Die Ohren sind nur fein behaart und erheben sich deutlich über die Stirn, die häufig schwarz gefärbt ist. Flecken hinter den Ohren (Postaurikularflecken) fehlen oder sind nur sehr undeutlich ausgeprägt. Die Füße sind dunkelrot mit Schwarzanteilen oder vollständig schwarz. Die Bauchseite ist farblich von der Rückenfärbung scharf abgegrenzt, sie ist blass orange, weiß oder gelblich. Der Schwanz ist buschig und am Ansatz schwarz, zum Ende hin orange bis rostrot. Gelegentlich kommt Melanismus bei den Tieren vor.

## Verbreitung
Das Südamazonische Rothörnchen kommt im nördlichen bis zentralen Südamerika in Kolumbien, Ecuador, Bolivien, Brasilien und Peru vor.

## Lebensweise
Das Südamazonische Rothörnchen lebt im Bereich der Flachlandregenwälder am Amazonas sowie in den unteren Bereichen der Anden, dabei kommt es in Primärwald und auch in gestörten Waldbereichen vor. Die Tiere sind tagaktiv und ernähren sich primär herbivor vor allem von Baumfrüchten und Nüssen. In einigen Regionen haben sie sich auf sehr hartschalige Samen spezialisiert, die sie mit Hilfe ihrer kräftigen Kiefer aufnagen können. Regional stellen Samen von Astrocaryum-, Dipteryx- und Scheelea-Arten bis zu 98 % der Nahrung der Tiere dar. Anhand der sehr lauten Nagegeräusche kann ihre Präsenz sehr gut bestimmt werden. Die Samen werden am Boden gesammelt und einzelne Individuen sind in der Lage, innerhalb kurzer Zeit hunderte von Samen aus den Bäumen und Palmen zu entfernen. In den Laubkronen bewegen sich die Tiere in der Regel selten, stattdessen laufen sie bei potenzieller Gefahr am Boden in das Unterholz. Rufe sind selten, bei Gefahr produzieren sie eine kurze Folge von tieffrequenten „chucks“.
Zu den bekannten Beutegreifern gehören Raubkatzen wie der Ozelot (Leopardus pardalis) und der Jaguar (Panthera onca) sowie auf die Jagd nach den Hörnchen trainierte Jagdhunde.

## Systematik

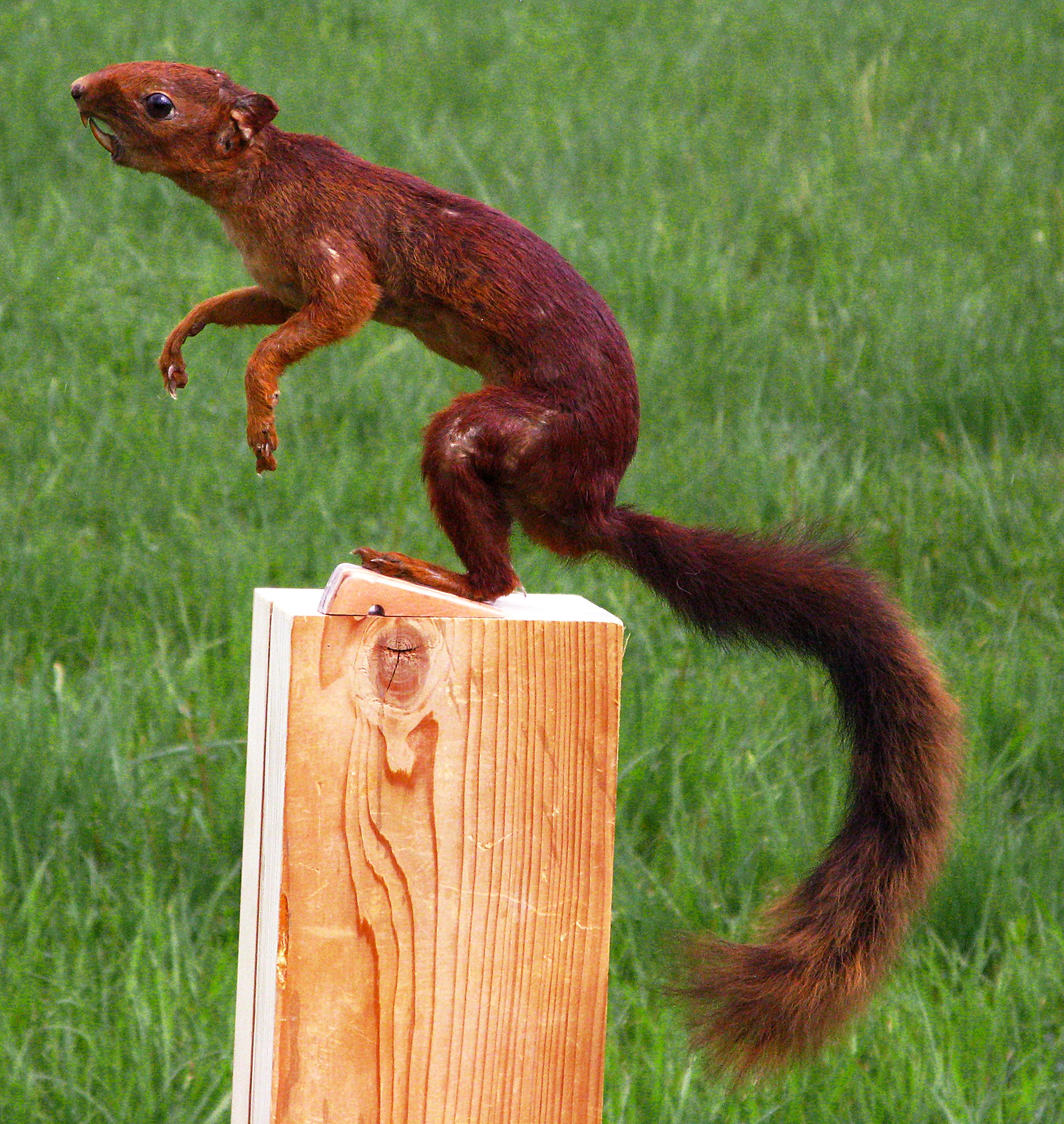
Präparat eines Südamazonischen Rothörnchens aus der Zoologische Staatssammlung München, von Johann Baptist von Spix zwischen 1817 und 1820 in Brasilien gesammelt

Das Südamazonische Rothörnchen wird als eigenständige Art innerhalb der Gattung der Eichhörnchen (Sciurus) eingeordnet, die aus fast 30 Arten besteht. Die wissenschaftliche Erstbeschreibung stammt von Ignaz von Olfers aus dem Jahr 1818, der die Art anhand von Individuen aus Cuiabá im brasilianischen Bundesstaat Mato Grosso beschrieb. Gemeinsam mit dem Nordamazonischen Rothörnchen (Sciurus igniventris) wird es gelegentlich der Untergattung Urosciurus zugeordnet.
Innerhalb der Art werden mit der Nominatform drei Unterarten unterschieden:
- Sciurus spadiceus spadiceus: Nominatform; lebt in Brasilien. Die Rückenfärbung ist gräulich-blass bis düster gelblich-rot. Die Bauchfärbung ist ocker-sandfarben und die Tiere haben rötlich-orange Einwaschungen an den Wangen und dem Kopf.
- Sciurus spadiceus steinbachi: kommt in Bolivien vor. Es handelt sich um eine große Form mit einer gräulich-blassen bis düster gelblich-roten Rückenfärbung. Die Bauchfärbung ist ocker-sandfarben und die Tiere haben gelbliche Einwaschungen an den Wangen und dem Kopf.
- Sciurus spadiceus tricolor: lebt in Ecuador und in Peru. Die Rückenfärbung ist dunkel- bis schwarzbraun mit ockerfarbenen Einwaschungen, der Bauch ist blass gelb.

## Status, Bedrohung und Schutz
Das Südamazonische Rothörnchen wird von der International Union for Conservation of Nature and Natural Resources (IUCN) als nicht gefährdet („Least Concern“) gelistet. Begründet wird dies mit dem großen Verbreitungsgebiet, den angenommen großen Bestandszahlen und dem vergleichsweise geringen Rückgang der Bestände. Die größte Gefährdung geht vom Rückgang der Lebensräume und der damit verbundene Fragmentierung aus, regional werden die Tiere auch als Fleischquelle bejagt.

## Belege
1. 1 2 3 4 5 6 7  Richard W. Thorington Jr., John L. Koprowski, Michael A. Steele: Squirrels of the World. Johns Hopkins University Press, Baltimore MD 2012, ISBN 978-1-4214-0469-1, S. 68–69.
2. 1 2 3  Sciurus spadiceus in der Roten Liste gefährdeter Arten der IUCN 2015.3. Eingestellt von: G. Amori, J. Koprowski, L. Roth, 2008. Abgerufen am 22. November 2015.
3. 1 2 3 4  Sciurus spadiceus In: Don E. Wilson, DeeAnn M. Reeder (Hrsg.): Mammal Species of the World. A taxonomic and geographic Reference. 2 Bände. 3. Auflage. Johns Hopkins University Press, Baltimore MD 2005, ISBN 0-8018-8221-4.